# Naczezi
Naczezi (nazwa własna: nach'-ez) – plemię Indian Ameryki Północnej z rodziny języków muskogejskich. Jedno z większych i silniejszych plemion indiańskich wzdłuż południowych brzegów rzeki Mississippi w czasach, gdy Luizjanę zasiedlali Francuzi.
Naczezi wyróżniali się tym, że posiadali „rząd” kierowany przez wodza zwanego „Wielkie Słońce” – władcę, który miał wobec swych poddanych prawo życia i śmierci. Kiedy „Wielkie Słońce” umierał, zabijano wszystkie wdowy po nim. Inaczej też niż w większości plemion indiańskich, w których panowała swoista demokracja, u Naczezów istniał podział na zwykłych ludzi i „szlachtę”, czy też „arystokrację”, zgrupowaną wokół „Wielkiego Słońca” i zwaną „Słońcami” lub „ludźmi honoru”. Pozostali członkowie plemienia nazywani byli pogardliwie „śmierdzielami”.
René-Robert Cavelier de La Salle pisał o nich tak:
Każdego ranka, wraz ze wschodem słońca, król wychodził ze swego domostwa, zwracał się na wschód i wydawał trzy powitalne okrzyki kłaniając się przy tym do ziemi. Następnie podawano mu kalumet służący tylko do tego obrządku. Zaciągał się i wypuszczał dym w stronę słońca, a następnie na pozostałe strony świata. Słońce, od którego się wywodził, było najwyższym bogiem. Nad swymi ludźmi sprawował nieograniczoną władzę mogąc dysponować ich dobrem i życiem, a za prace wykonywane na jego rzecz nie można było żądać zapłaty.
Naczezi byli budowniczymi kopców, pierwszymi odnotowanymi przez Francuzów. Ich główny ośrodek znajdował się – jak pisze La Salle – w okolicach kopca „Great Emerald Mound” w Mississippi, nieco na wschód od dzisiejszego miasteczka Natchez.
Pierwsze spotkania z Francuzami były gwałtowne i krwawe, ale później zapanował pokój. Jednak niespodziewanie, w 1729 roku Naczezi zaatakowali osadników francuskich, zabijając 238 osób. W odwecie Francuzi, wspomagani przez Czoktawów, najechali ich siedziby, wielu zabili, a resztę wypędzili na północ. Niektórzy z Naczezów przyłączyli się do Krików, inni do Czirokezów.
Dzisiaj niektórzy członkowie tych plemion mieszkający w Oklahomie przyznają się do pochodzenia od Naczezów i posiadają własne formy samorządu plemiennego. Niewielkie grupy potomków Naczezów zamieszkują też w Oklahomie wśród innych plemion tworzących niegdyś Pięć Cywilizowanych Narodów oraz na wschodzie, m.in. w Karolinie Pd. i Karolinie Pn.
Poza wspomnianym miastem w Mississippi ich nazwa przetrwała w kilku wioskach Alabamy, Luizjany i Indiany.
Kultura Naczezów wiązana jest z szerszą geograficznie i wiekowo kulturą Missisipi